# River deep – Mountain high (album)
River deep - Mountain high is een album van Ike & Tina Turner dat werd uitgegeven in 1966. Het werd geproduceerd door Phil Spector en Ike Turner.

## Achtergrond
De opnames voor het album begonnen in maart 1966 in de Gold Star en United Studios in Los Angeles. Vijf nummers op het album werden geproduceerd door Phil Spector, de overige zeven door Ike Turner.
Verscheidene singles werden uitgebracht van het album, waarvan River deep - Mountain high, A love like yours en I'll never need more than this de meeste bekendheid genoten. De titelsong behaalde de nummer 3-positie in het Verenigd Koninkrijk en de nummer 9-positie in de Nederlandse Top 40 (een heruitgave in Nederland behaalde wederom de top 10 in 1969). A love like yours behaalde in het Verenigd Koninkrijk de nummer 16-positie in de hitlijsten en in de Nederlandse Top 40 de 38ste. I'll never need more than this stond op nummer 64 in het Verenigd Koninkrijk en op nummer 114 in de Billboard Hot 100.
George Harrison zei over het album: it is a perfect record from start to finish. You couldn't improve on it.
De coverfoto van de albumhoes werd gemaakt door Dennis Hopper.

## Nummers
| Nr. | Titel                                            | Schrijver(s)              | Duur |
| --- | ------------------------------------------------ | ------------------------- | ---- |
| 1.  | River deep - Mountain high                       | Spector, Barry, Greenwich | 3:39 |
| 2.  | I idolize you                                    | Ike Turner                | 3:46 |
| 3.  | A love like yours (don't come knocking everyday) | Holland-Dozier-Holland    | 3:05 |
| 4.  | A fool in love                                   | Ike Turner                | 3:13 |
| 5.  | Make 'em wait                                    | Ike Turner                | 2:22 |
| 6.  | Hold on baby                                     | Spector, Barry, Greenwich | 3:00 |

| Nr. | Titel                          | Schrijver(s)              | Duur |
| --- | ------------------------------ | ------------------------- | ---- |
| 7.  | I'll never need more than this | Spector, Greenwich, Barry | 3:33 |
| 8.  | Save the last dance for me     | Pomus, Shuman             | 3:00 |
| 9.  | Oh baby!                       | Harris                    | 2:46 |
| 10. | Every day I have to cry        | Alexander                 | 2:40 |
| 11. | Such a fool for you            | Ike Turner                | 2:48 |
| 12. | It's gonna work out fine       | McCoy, McKinney           | 3:14 |